# Liste der Biografien/Rt
Liste der Biografien |
Portal Biografien |
Personensuche
# |
A |
B |
C |
D |
E |
F |
G |
H |
I |
J |
K |
L |
M |
N |
O |
P |
Q |
R |
S |
T |
U |
V |
W |
X |
Y |
Z |
?
 
Ra |
Rb |
Rd |
Re |
Rh |
Ri |
Rj |
Rk |
Rl |
Rm |
Rn |
Ro |
Rr |
Rs |
Rt |
Ru |
Rv |
Rw |
Rx |
Ry |
Rz
Die Liste der Biografien führt alle Personen auf, die in der deutschsprachigen Wikipedia einen Artikel haben. Dieses ist eine Teilliste mit 3 Einträgen von Personen, deren Namen mit den Buchstaben „Rt“ beginnt.

## Rt

### Rti
- Rtischtschew, Wassili Alexejewitsch (1705–1780), russischer Marine-Offizier und Polarforscher

### Rts
- Rtscheulischwili, Wachtang (1954–2017), georgischer Politiker und Geschäftsmann

### Rtw
- Rtweladse, Eduard (1942–2022), sowjetischer, georgischer und usbekischer Wissenschaftler